# Sofora
Styphnolobium japonicum, je vrsta koja se naziva japanski bagrem, slična je bagremu, mada nema trnja. Ranije je smatrano da spada u rod Sophora, pa je sinonim za ovu vrstu naziv Sophora japonica. Vrste iz roda Styphnolobium razlikuju se od vrsta iz roda Sophora jer nemaju sposobnost da formiraju simbiozu na svojim korenovima sa bakterijama iz roda Rhizobium (bakterije koje vrše fiksaciju azota). 

## Opis biljke
Listopadno drvo istočne Azije, visine i do 30 m. Stablo ima okruglu krošnju. Listovi su joj perasti i neparni sa trinaest do sedamnaest listića. Listići su duguljasto jajoliki. Kora glatka, sivo zelena, u starosti ispuca. Cveta od sredine jula do kraja avgusta. Cvetovi sa širokim i uspravnim, dugim terminalnim metlicama. Veoma je medonosna biljka. Plod je mahuna, brojaničasta, u kojoj se nalaze crnkasta semena. Koren se razvija horizontalno, i do 12 m od stabla. Na prirodnom staništu se najčešće javlja pojedinačno, retko u sastojinama. 

## Distribucija
Styphnolobium japonicum je poreklom iz Kine, ali je u Japan intodukovana (uneta u prirodu aktivnošću čoveka). To je popularno, ukrasno drvo u Evropi, Severnoj Americi i Južnoj Africi, a uzgaja se zbog svog lepog cveta. Koristi se u tradicionalnoj kineskoj medicini.

## Lekovita svojstva
Smatra se da ima abortibilne (pa zato voće ne bi trebalo da se uzima tokom trudnoće), antibakterijaske, antiinflamatorne, emetičke, emolijentne, purgativne i tonične osobine. Neke komponente osušenog ploda su pokazale antikancerogene i antioksidativne osobine, a mogu imati ulogu u lečenju hipertenzije i hemoroida. Toksični efekti koji se javljaju, uključuju mučninu, vrtoglavicu, povraćanje, bol u stomaku i tako dalje.

## Hemijski sastav
Osušeni cvetni pupoljci mogu da sadrže čak 20% rutina. Suvi plodovi sadrže flavonoidne glikozide, genistin i rutin, kao i flavonoidne aglikone genistein, kvercetin i kempferol. Plod takođe sadrži alkaloide: citizin, sokokarpin,matrin i stizolamin.

## Spoljašnje veze
- [http://hyakumonogatari.com/2012/01/18/enju-no-jashin-the-evil-god-in-the-pagoda-tree/